# Enterprise (computer)

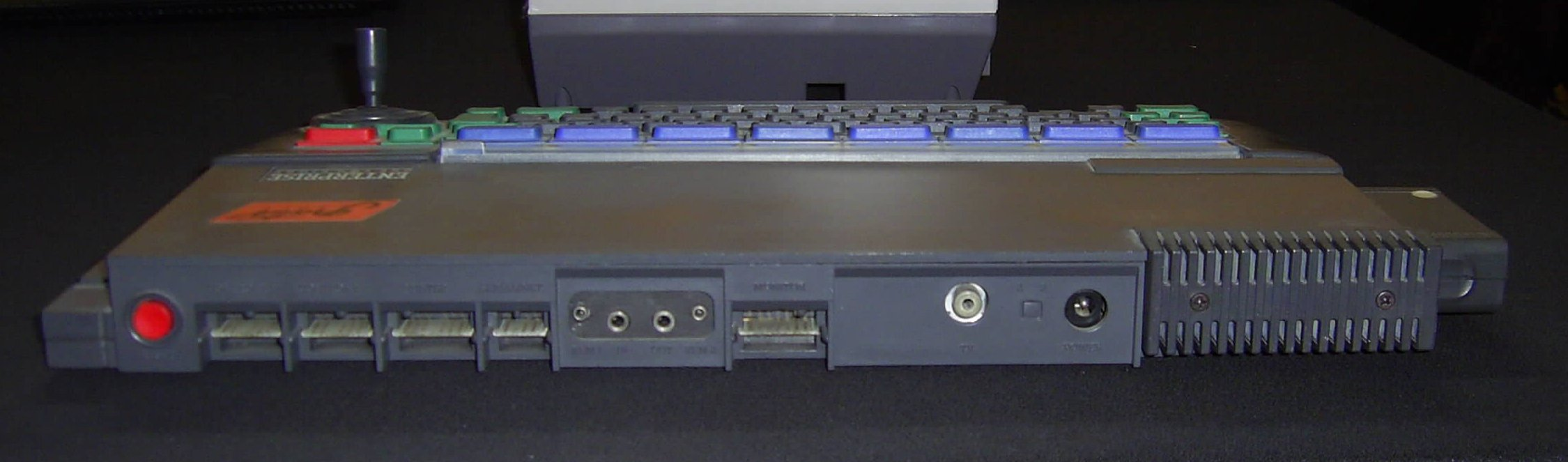
Enterprise 128 visto da dietro

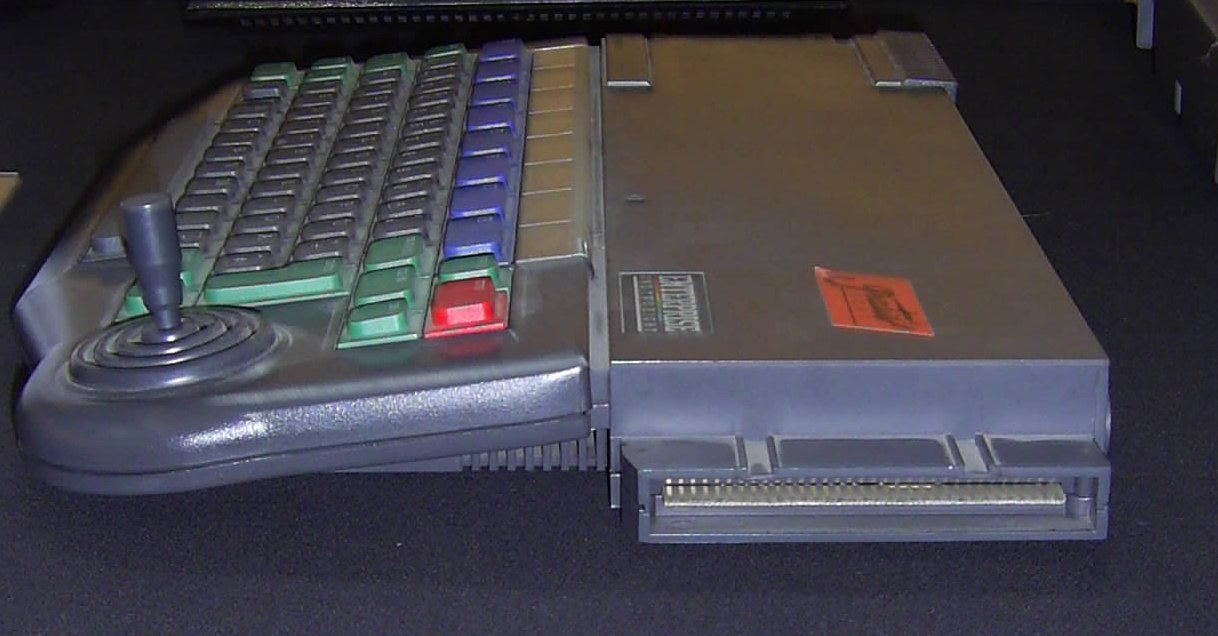
Enterprise 128 visto da destra

L'Enterprise è un home computer basato sul processore Zilog Z80 prodotto a partire dal 1985.
Sono state prodotte due varianti denominate Enterprise 64 con 64 kB di memoria RAM ed Enterprise 128 con 128 KB di RAM.

## Storia
La macchina, prima della produzione, era conosciuta anche con i nomi DPC, Samurai, Oscar, Elan e Flan prima che il nome Enterprise fosse finalmente scelto.
Venne sviluppato dall'azienda britannica Intelligent Software, allora nota per il programma di scacchi Cyrus, su incarico della ditta hongkonghese Locumals, e commercializzato dalla britannica Enterprise Computers. Ebbe scarso successo, principalmente a causa del ritardo con cui venne messo in commercio, e la Enterprise Computers fallì nel 1986.
Una versione dell'Enterprise 64 prodotta in Germania, non differente dall'originale, prese il nome Mephisto PHC 64.
L'Enterprise 128 trovò una certa diffusione in Ungheria, dove iniziative locali continuarono a supportare la macchina per diversi anni.

## Caratteristiche
La macchina è basata sul processore Z80 che opera alla frequenza di 4 MHz.. È dotata di 64 KB o 128 KB di RAM e di 48 KB di ROM che contengono il sistema operativo EXOS e il linguaggio di programmazione BASIC.
Il case contiene una tastiera full-sized con tasti a membrana, alcuni tasti funzione programmabili e un joystick.
L'Enterprise era progettato specificatamente per i videogiochi. Il display ha una risoluzione di 672×512 pixel con 256 colori. Sono presenti 4 canali per il suono.
All'interno della macchina sono presenti due coprocessori dedicati alla grafica e al suono che alleggeriscono da questo compito la CPU principale. Sono chiamati rispettivamente "Nick" e "Dave" dal nome dei loro progettisti, Nick Toop (che lavorò anche nella progettazione dell'Acorn Atom) e David Woodfield.
L'Enterprise è dotato di un vasto numero di connettori. Sono presenti: un'uscita RGB per il video, una porta seriale RS232/RS432, una porta Centronics per la stampante, due porte per i joystick, due uscite per l'interfaccia per i registratori a cassette, uno slot per cartucce contenenti ROM aggiuntive e una porta di espansione proprietaria.
Il Basic su ROM può essere sostituito con una ROM che emula lo ZX Spectrum. Successivamente divenne disponibile un lettore di floppy disk.

## Software
Per la commercializzazione del software la Enterprise Computers formò la Entersoft, che doveva garantire la fornitura di programmi realizzati da software house indipendenti, ma nel complesso pubblicò solo poche decine di videogiochi e programmi di utilità, contraddistinti dal logo "Enterprise Programs". 
Ulteriore produzione si ebbe soprattutto dall'Ungheria, ma molti dei giochi che circolarono erano conversioni non autorizzate di titoli per ZX Spectrum.
Elenco, probabilmente vicino a essere completo, dei software pubblicati regolarmente:
Videogiochi
- The Abyss (Entersoft), conversione di Nonterraqueous
- Adventure Quest (Level 9 Computing)
- Airwolf (Entersoft)
- Animal Vegetable Mineral (Bourne Educational/Entersoft)
- Áttörés (Centrum), imitazione di Penetrator
- Batman
- Beach Head (Entersoft)
- Beatcha (Entersoft)
- Bulldozer, imitazione di Pengo
- Castle of Dreams (Entersoft)
- Cauldron (Entersoft)
- Centrumball (Centrum), imitazione di Pinball Wizard
- Cézár a macska/Caesar a cica, imitazione di Caesar the Cat
- Chains (Entersoft), educativo di videoscrittura
- Colossal Adventure (Entersoft)
- Cross Road Race
- Cyrus II (Entersoft)
- Devil's Lair (Entersoft)
- Diamonds (Novosoft)
- Dictator (Entersoft)
- Digipók, imitazione di Centipede
- Dot Breaker (Entersoft), imitazione di Breakout
- Dot Collector, imitazione di Pac-Man
- Dungeon Adventure (Level 9 Computing)
- Eden Blues
- Eggs of Death (Entersoft)
- Emerald Isle (Level 9 Computing)
- Enter Ball, imitazione di Breakout
- Enter-Stack (Entersoft), imitazione di Tetris
- Fantasia Diamond (Entersoft)
- Fantomas
- Five in a Row (Entersoft)
- Forma-1 Hungaroring
- Games Pack 1 (Entersoft), 2 (Entersoft), 3
- Get Dexter
- Grid Trouble (Centrum)
- Happy Letters (Bourne Educational/Entersoft)
- Happy Numbers (Bourne Educational/Entersoft)
- Heathrow Air Traffic Control (Entersoft)
- Hubert (Novotrade)
- Impossible Mission II (Epyx)
- Jack's House of Cards (Entersoft), conversione di Fu-Kung in Las Vegas (Amstrad CPC)
- Jammin
- King of the Castle (Entersoft), conversione di Finders Keepers
- Körmöci Arany
- Lands of Havoc (Entersoft)
- Lords of Time (Level 9 Computing)
- Magic Ball/Out of this World, imitazione di Trailblazer
- The Market (Entersoft)
- Mirror World (Entersoft)
- Mordon's Quest (Entersoft)
- Nautilus
- Newton Almája
- Nodes of Yesod (Entersoft)
- Orient Express (Entersoft)
- Permolift, imitazione di Elevator Action
- Adventure Playground (Entersoft)
- Poszeidón Kincse
- Rabló Rulett
- Race Ace (Entersoft), imitazione di Formula 1 Simulator
- Raid (Entersoft)
- Return to Eden (Level 9 Computing)
- Reversi, Dáma, Awari (Centrum)
- RX-220
- Snowball (Level 9 Computing)
- Sorcery (Entersoft)
- Space Buble, imitazione di Space Invaders
- Space Pirate (Enterprise Computers GmbH)
- Spanish Gold (Entersoft)
- Starstrike 3D (Entersoft)
- Steve Davis Snooker (Entersoft)
- Submarine Commander (Entersoft)
- Superpipeline (Centrum), imitazione di Super Pipeline
- Tejútvesztő (Novosoft), imitazione di Wizard of Wor
- Tombs of Doom
- Turbó Rudi (Novotrade)
- Unicum (Centrum), imitazione di Boulder Dash sponsorizzato dall'amaro Unicum
- Up & Down, imitazione di Roland in the Caves
- Williamsburg Adventure 3 (Microdeal)
- Windsurfer (Entersoft)
- Wizard's Lair (Entersoft)
- Wriggler (Entersoft)
- Wordhang (Bourne Educational/Entersoft)

Utilità
- Bioritmus (Entersoft)
- Demonstration Cassette 64 e 128 (Entersoft)
- English Fun (Entersoft)
- Entersprite (Entersoft)
- Fine Pen (Entersoft)
- French is Fun (Entersoft)
- German is Fun (Entersoft)
- Hisoft Devpac (Entersoft)
- IEUG's Greatest Hits Vol. 1 (IEUG)
- IS-BASIC Extensions (Boxsoft Programs)
- Forth Programming Aid (Entersoft)
- Lisp Programming Aid (Entersoft)
- Lorigraph (Loriciels)
- Machine Code for Beginners (Entersoft)
- Magnófej beállító program
- Opening Practice
- Paradise Software (raccolte)
- Printer Utilities (Boxsoft Programs)
- Screen Utilities (Boxsoft Programs)
- Screenplay 1, 2, 3 (Boxsoft Programs)
- Simon Assembler/Monitor
- SOEV - Stereo Sound Envelope Generator (Boxsoft Programs)
- Copy (Softlab)
- Spectrum BASIC Converter (Entersoft)
- Super Wordprocessor
- Tiny Touch'n'Go (Entersoft)
- Verbentrainer, Vokabeltrainer
- Zeichen
- ZZZIP BASIC Compiler (Boxsoft Programs)

## Emulatori dei sistemi Enterprise per PC
- MESS (supporto parziale)
- Enter
- EP128Emu
- EP32